# Euclystis lala
Euclystis lala là một loài bướm đêm trong họ Erebidae.